# お父さんは年下
『お父さんは年下』（おとうさんはとしした）は北条晶による日本の4コマ漫画作品。竹書房の『まんがライフ』で2007年2月号から2011年2月号まで、『まんがライフMOMO』で2007年4月号から2011年2月号まで連載されていた。

## あらすじ
中川ナオ20歳。母子家庭で十余年、年下の男性と再婚したいという母の申し出に賛成したら、やって来たのは、自分より年下の白金絹18歳だった。これは、そんなでこぼこ家族のお話。

## 登場人物
白金 絹（しろがね きぬ）
18歳。大学1年生。身長158センチ。銀縁メガネの小柄な少年で、ナオの母・かをる子と結婚したが、その理由は作中でも大雑把にしか描かれないため、詳細は不明。また生い立ちもほぼ不明である。父親らしい（あるいは男らしい）所をみせようと「父はだまって○○○です」と意気込むものの、大抵の場合は失敗あるいはナオに殴られてしまうなど頼りない面が強調されがちだが、本人は大変純真な性格で親切心に満ちており、全ての行いは心からの好意で行っているので、見た目以上にしっかりしている。父親であることが誇りであり強いあこがれも持っているが、それ以上に家族が一緒にいることをとても大切にしている。背を伸ばしたいので牛乳をよく飲んでいる。小遣いとハネムーン費用稼ぎのためペットショップでアルバイトもしている。
中川 ナオ（なかがわ ナオ）
20歳。大学2年生。身長166センチ。ロングヘアで髪の一部をおだんごに結っている。何かにつけて父親ぶる絹のことを快く思っておらず、よく殴り飛ばしているが、これはナオ自身が不器用な性格で素直になれず、また死んだ父親への想いが強いからで、口にこそ出さないが、絹の親切な人間性は認めている。よって家族3人で行動することに（学校以外では）異を唱えない。怪力の持ち主であるが料理は下手。大学の先輩・長瀬にあこがれる一方で、絹の従兄弟・翔のことも悪からず思っており、その関係に悩みもする。
中川 かをる子（なかがわ かをるこ）
37歳。長身でグラマーな体型で口元のほくろがチャームポイント。ナオと絹の通う大学で心理学の教授をしている。年下の絹と再婚しラブラブの日々を送る一方で、死んだ前夫との思い出も大切にしている。
長瀬 高志（ながせ たかし）
21歳。ナオと絹の先輩。振り返ればレモンの香りがする貴公子でテニスサークルに所属している。学内では大変な人気者。試験前に凄い形相でノートを借りに来たナオを覚えており（ナオは忘れていた）昼食に誘ったことから交際がスタート。絹とナオが親子関係であることも知ってからも何かと気遣ってくれ、後に翔も含めて親しい付き合いを持つようになる。酒は飲めない。
黒野 翔（くろの しょう）
16歳。高校生。絹の従兄弟で一緒に住んでいたらしいが詳細は不明。ぶっきらぼうな口調だが、絹のことを「アニキ」と呼び大変慕っており絹のいうことには絶対服従である。絹の所へ通っているうちにナオと打ち解けていくが、実は中学時代に帰り道で困り顔のナオを見かけており意識していた。
川村 千代子（かわむら ちよこ）
20歳。身長148センチ。ナオと同じ大学に通う親友である。ナオと一緒にいる絹に恋心を抱いている。

## 単行本
- 北条晶『お父さんは年下』竹書房バンブーコミックス 全3巻
  1. 2008年5月7日発売 ISBN 978-4-8124-6822-7
  2. 2009年1月27日発売 ISBN 978-4-8124-7031-2
  3. 2011年1月27日発売 ISBN 978-4-8124-7499-0